# Arrondissement de Sabodala
L'arrondissement de Sabodala est l'un des arrondissements du Sénégal. Il est situé dans le département de Saraya et la région de Kédougou, dans le sud-est du pays.
Il a été créé par un décret du 10 juillet 2008.
Il compte trois communautés rurales :
- Communauté rurale de Sabodala
- Communauté rurale de Khossanto
- Communauté rurale de Missirah Sirimana

Son chef-lieu est Sabodala.